# 다정동도서관
다정동도서관은 세종특별자치시에 있는 시립 도서관이다.

## 연혁
- 2020년 8월 : 개관

## 조직

### 시설 안내
- 지하1층: 지하주차장, 기계실, 전기실
- 1층 : 유아어린이, 계단열람실
- 2층 : 종합자료실, 디지털자료실, 일반열람실, 보존서고, 사무실